# Друга лига Републике Српске у фудбалу 2009/10.
Друга лига Републике Српске у фудбалу 2009/10. је петнаесто по реду такмичење Друге лиге Републике Српске у организацији Фудбалског савеза Републике Српске. У сезони 2009/10. су се такмичила 32 клуба, од чега 16 у лиги Исток и 16 у лиги Запад.

## Резултати групе Запад
- Друга лига Републике Српске у фудбалу — Запад 2009/10.

## Резултати групе Исток
- Друга лига Републике Српске у фудбалу — Исток 2009/10.